# Four Tet
Four Tet, egentligen Kieran Hebden, född september 1977 i London, är en brittisk musiker som gör electronica. Han ingick tidigare i postrockgruppen Fridge, men debuterade som soloartist 1998 med singeln "Thirtysixtwentyfive". Han har också samarbetat med jazztrummisen Steve Reid.

## Diskografi
- 1999 – Dialogue
- 2001 – Pause
- 2003 – Rounds
- 2005 – Everything Ecstatic
- 2006 – DJ-Kicks: Four Tet
- 2006 – Remixes
- 2008 – Ringer
- 2010 – There Is Love in You
- 2012 – Pink